# ناظم أمين
ناظم أمين  (29 مايو 1927 - 16 يوليو 2017) مصارع  لبناني. شارك في الألعاب الأولمبية الصيفية 1960.

## روابط خارجية
- ناظم أمين على موقع أوليمبيديا (الإنجليزية)